# Nassawadox
Nassawadox és una població dels Estats Units a l'estat de Virgínia. Segons el cens del 2000 tenia 572 habitants.

## Demografia
Segons el cens del 2000, Nassawadox tenia 572 habitants, 186 habitatges, i 121 famílies. La densitat de població era de 513,6 habitants per km².
Dels 186 habitatges en un 23,1% hi vivien nens de menys de 18 anys, en un 39,8% hi vivien parelles casades, en un 22% dones solteres, i en un 34,9% no eren unitats familiars. En el 31,2% dels habitatges hi vivien persones soles el 21% de les quals corresponia a persones de 65 anys o més que vivien soles. El nombre mitjà de persones vivint en cada habitatge era de 2,33 i el nombre mitjà de persones que vivien en cada família era de 2,93.
Per edats la població es repartia de la següent manera: un 19,2% tenia menys de 18 anys, un 5,8% entre 18 i 24, un 14,7% entre 25 i 44, un 19,4% de 45 a 60 i un 40,9% 65 anys o més.
L'edat mediana era de 54 anys. Per cada 100 dones de 18 o més anys hi havia 69,2 homes.
La renda mediana per habitatge era de 21.250 $ i la renda mediana per família de 27.500 $. Els homes tenien una renda mediana de 25.000 $ mentre que les dones 23.594 $. La renda per capita de la població era de 14.626 $. Entorn del 24% de les famílies i el 32,8% de la població estaven per davall del llindar de pobresa.

## Poblacions més properes
El següent diagrama mostra les poblacions més properes.